# أوتو أمبروس
أوتو أمبروس Otto Ambros (19 مايو 1901 - 23 يوليو 1990) كيميائي ألماني ومجرم حرب نازي.
اشتهر بعمله في زمن الحرب العالمية الثانية على تطوير المطاط الصناعي (بولي بوتادين أو "مطاط بونا") وغازات الأعصاب (السارين والتابون). وبعد الحرب حوكم في محاكمات نورمبرغ وأُدين بارتكاب جرائم ضد الإنسانية لاستخدامه السخرة في معسكر اعتقال أوشفيتس الثالث - مونوفيتس. وفي عام 1948 حُكم عليه بالسجن لمدة 8 سنوات، لكن أطلق سراحه في أوائل عام 1951 لحسن سلوكه.

## أوائل حياته
كان أبوه أستاذا جامعيا، وأنهى دراسته الثانوية في ميونيخ. وفي عام 1920 التحق بجامعة ميونيخ لدراسة الكيمياء والعلوم الزراعية. وفي عام 1925 حصل على الدكتوراه تحت إشراف ريتشارد ويلستاتر الحائز على جائزة نوبل في الكيمياء عام 1915.

## شركة إي غه فاربن والأنشطة النازية
ابتداءً من عام 1926 عمل أمبروس في شركة باسف BASF الواقعة في مدنية لودفيغسهافن. وفي عام 1930 أمضى عامًا في الدراسة في الشرق الأقصى.
ومنذ عام 1934 عمل في شركة إي غه فاربن IG Farben، وأصبح رئيسًا لمصنع الشركة في شوباو Schopau في عام 1935. وطور قسمه في الشركة أسلحة كيميائية، منها غازات الأعصاب السارين (في عام 1938) والسومان (في عام 1944). وبهذه النتائج أصبح مستشارًا لكارل كراوتش المدير التنفيذي للشركة. واسم السارين SARIN هو اختصار للأحرف الأولى من اسم المكتشفين، مع الحرف الأول من اسم أمبروس وهو الحرف الثاني "a".
ثم أدار أمبروس مصانع إي غه فاربن في ديهرنفورت، والتي أنتجت التابون (غاز أعصاب مشابه لغاز السارين)، وفي مصنع غيندورف الذي أنتج غاز الخردل (غاز سام تم تطويره واستخدامه في الأصل في الحرب العالمية الأولى). وكان مصنع ديهيرنفورت يشتمل على معسكر اعتقال للسخرة يضم حوالي 3000 سجين تم استخدامهم في الأعمال الأكثر صعوبة وخطورة في المصنع، وكفئران تجارب بشرية في تجارب غاز الأعصاب. 
وفي شركة إي غه فاربن ساعد أمبروس أيضًا في البحث عن كيفية إنتاج مطاط البولي بوتادين، والذي أطلقوا عليه الاسم التجاري "مطاط بونا" لأنه مصنوع باستخدام البيوتادين والصوديوم (Na). وكان هذا مشروعًا مهمًا لأن الحرب قطعت عن ألمانيا المواد الخام لصناعة المطاط الطبيعي. وفي يونيو 1944 حصل أمبروس على جائزة المليون مارك من أدولف هتلر تقديرًا لهذا العمل. وفي عام 1941، اختار أمبروس موقع معسكر اعتقال مونوفيتس ومصنع بونا فيركه ، الذي أنتج مطاط بونا باستخدام عمالة العبيد من معسكر أوشفيتز، ثم أمضى بقية الحرب في العمل كمدير لمصنع بونا فيركه الرابع، وكذلك مديرا إدرايا لمنشأة إنتاج الوقود الاصطناعي في مصنع إي غه فاربن في أوشفيتز. 
وفي عام 1944 حصل أمبروس على صليب الفارس من صليب الاستحقاق الحربي.

## مونوفيتز

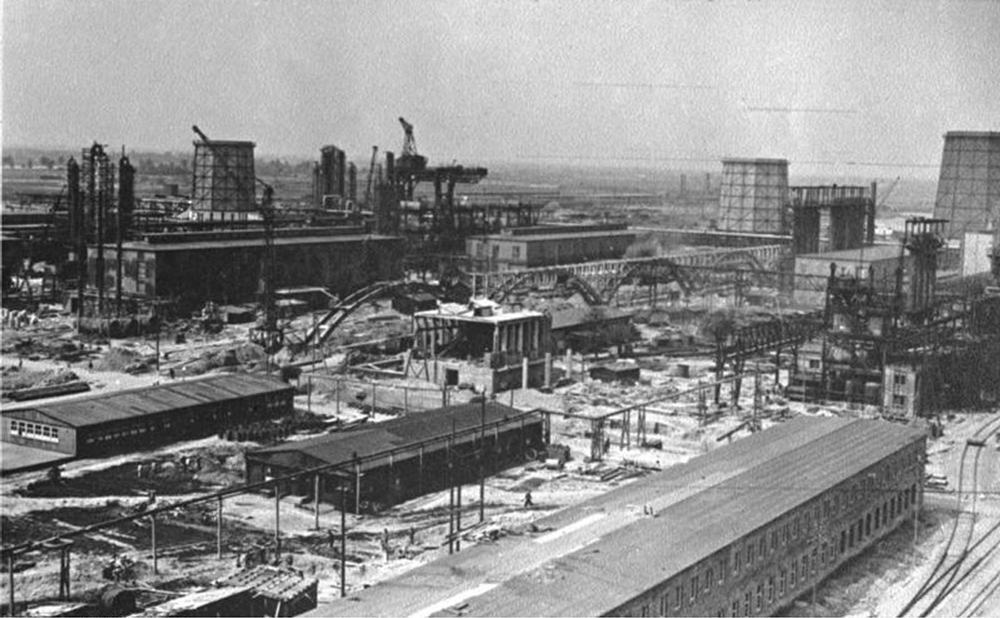
مصنع إي غه فاربن في مونوفيتز قيد الإنشاء على بعد حوالي 10 كيلومتر من أوشفيتز 1942

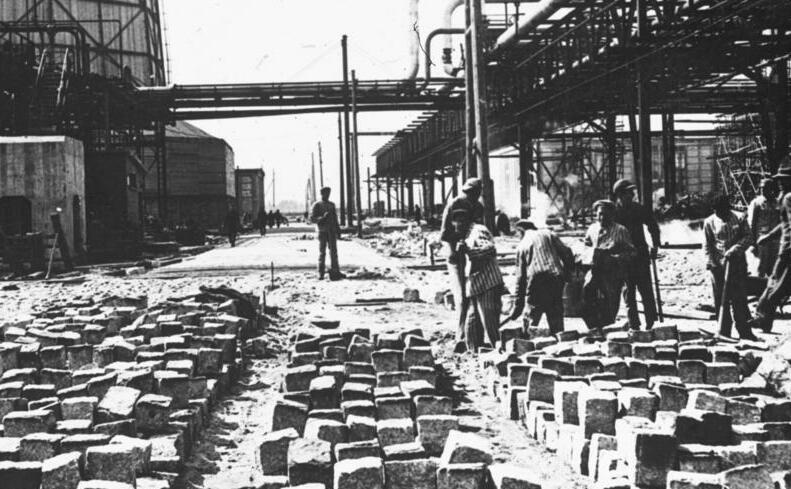
سجناء معسكرات الاعتقال الذين تم التعرف عليهم من خلال الملابس المخططة أثناء العمل في مونوفيتز

تم القبض على أمبروس من قبل الجيش الأمريكي في عام 1946. في محاكمة شركة إي غه فاربن في نورمبرغ عام 1948، واتُهم أمبروس و23 مديرًا تنفيذيًا آخر في الشركة بتهم شن حرب عدوانية والنهب والسلب والعمل بالسخرة والقتل الجماعي.  وقد أدين بتهمة العمل بالسخرة فقط، لدوره في الإشراف على مصنع المطاط بونا فيركه في مونوفيتز، وحُكم عليه بالسجن لمدة ثماني سنوات.  وفي النهاية تم إطلاق سراحه مبكرًا من سجن لاندسبيرج في عام 1951.
تم بناء معسكر مونوفيتز باعتباره معسكر عمل؛ كما أنه يحتوي على معسكر تدريب عمالي للسجناء غير اليهود الذين يُنظر إليهم على أنهم لا يرقى إلى مستوى معايير العمل الألمانية. وكان يضم حوالي 12 ألف سجين، غالبيتهم من اليهود، بالإضافة إلى المجرمين غير اليهود والسجناء السياسيين. وتم تأجير السجناء من مونوفيتز من قبل قوات الأمن الخاصة (الإس إس) إلى إي غه فاربن للعمل في بونا فيركه، وهي مجموعة من المصانع الكيميائية بما في ذلك تلك المستخدمة لتصنيع مطاط بونا (المطاط الاصطناعي) والزيت الاصطناعي. فرضت قوات الأمن الخاصة على الشركة جفع ثلاثة ماركات رايخ (RM) يوميًا للعمال غير المهرة، وأربعة ماركات رايخ لكل ساعة للعمال المهرة، وواحد ونصف مارك رايخ للأطفال.
وبحلول عام 1942، احتل مجمع معسكرات العمل الجديد لسجناء إي غه فاربن حوالي نصف المساحة المتوقعة، وتم الانتهاء من التوسعة في معظمها في صيف عام 1943. وتم بناء آخر 4 ثكنات بعد عام. ونما عدد سكان معسكر العمل من 3500 في ديسمبر 1942 إلى أكثر من 6000 بحلول النصف الأول من عام 1943. وبحلول يوليو 1944 كان عدد السجناء أكثر من 11.000، معظمهم من اليهود.
على الرغم من ارتفاع معدل الوفيات بسبب العمل بالسخرة أو الجوع الشديد أوعمليات الإعدام أو غيرها من أشكال القتل، إلا أن الطلب على العمالة كان ينمو، وتم جلب المزيد من السجناء. ولأن إدارة المصنع أصرت على نقل السجناء المرضى والمرهقين من مونوفيتز، فقد قُتل الأشخاص غير القادرين على مواصلة عملهم في معسكر الموت في بيركيناو القريب. وزعمت الشركة أنها لم تنفق مبالغ كبيرة على بناء ثكنات للسجناء غير القادرين على العمل. وقد ورد وصف هذه المعسكر (معسكر مصنع بونا) في كتابات بريمو ليفي وهو كيميائي يهودي إيطالي وناجي من معسكرات أوشفيتز، التي كانت تحدث بها عمليات إبادة جماعية.

### إطلاق سراحه من السجن
تم إطلاق سراح أوتو أمبروس من السجن عام 1951 بسبب حسن سلوكه.   وأصبح مستشارًا لشركات كيميائية مثل دبليو آر جريس ، وداو كيميكال، بالإضافة إلى الفيلق الكيميائي بالجيش الأمريكي، وكونراد أديناور أول مستشار لجمهورية ألمانيا الغربية.  وكان أيضًا يقدم المشورة لشركة شيمي غروننتال Chemie Grünenthal (وهي الآن Grünenthal GmbH) في تطوير الثاليدومايد.  